# Norman Parkinson
Norman Parkinson, né le 21 avril 1913 dans le district de Wandsworth et mort le 15 février 1990 à Singapour, est un photographe de mode et portraitiste anglais du XXe siècle, dont la longue carrière débute dans les années 1930 et dure plus de cinq décennies. 
Il est notamment connu pour ses collaborations avec les versions britannique et américaine de Vogue et ses prises de vues presque exclusivement en extérieur. Il fera trois fois la couverture du magazine dans son édition américaine, dont en 1949 avec sa troisième femme.
Parallèlement à son activité de photographe, il est très attaché à l'agriculture durant toute sa vie.

## Biographie
Durant la Première Guerre mondiale, Ronald William Parkinson Smith est envoyé avec sa sœur dans une ferme d'Oxfordshire.
Par la suite, Il fait des études à la Westminster School, développant un goût pour l'art.
En 1931, il intègre pour un apprentissage un studio photo de New Bond Street spécialisé en portraits de jeunes filles, Speaight & Sons,, d'où il est renvoyé après deux ans. En 1934, il fonde son propre studio de portraits près de Piccadilly Circus avec Norman Kibblewhite ; le lieu prend l'association du prénom de l'un avec le nom de l'autre : « studio Norman Parkinson ». Les deux associés se séparent peu après, mais Ronald William Parkinson conserve ce nom comme pseudonyme. À partir de ce moment-là, il réalise ses toutes premières photographies en extérieur pour l'édition anglaise d'Harper's Bazaar dès le milieu des années 1930, magazine avec lequel il a signé un contrat et travaille durant cinq ans, découvrant la photographie de mode. Il collabore également plusieurs magazines tels que Life, ou le British Vogue plus tard. En parallèle, il s'intéresse à l'agriculture et se marie à Margaret Banks. Il réalise des images pour le service de recrutement de l'armée britannique, ainsi que des photographies de reportage pour le tabloïd Bystander (en),.
Au tout début de la Seconde Guerre mondiale, son studio de Londres est bombardé. Norman Parkinson divorce en 1940 puis intègre l'équipe des photographes du Vogue anglais l'année suivante ; le magazine est alors peu autonome, dépendant pour les photographies de son équivalent américain,. Il est également photographe dans la Royal Air Force, collabore avec l'ATS, mais aussi fermier dans le Worcestershire. Il se marie de nouveau en 1943, avec un de ses mannequins préférés, Wenda Rogerson. Vers la fin de la Guerre, il est publié pour la première fois dans l'édition américaine du Vogue.
La Guerre terminée, il reprend son métier de photographe de mode pour le British Vogue, donnant à la publication une identité distincte de son homologue américain. Précurseur, il fait sortir les mannequins des studios pour les photographier à travers le monde. Il réalise également de nombreuses photographies pour des agences de publicité françaises, anglaises ou américaines ou pour le magazine américain Cosmopolitan. Il épouse Wenda Rogerson qui deviendra son modèle et a un fils.
Lassé des années d'après-guerre en Angleterre, il écrit à Alexander Liberman en mai 1949 pour lui proposer quelques photos ; celui-ci le recrute rapidement, il prend l'habitude de se rendre régulièrement à New York pour travailler avec le Vogue local sous la responsabilité d'Edna Woolman Chase, ainsi que pour le magazine Glamour américain.
Durant les années 1950, il appartient, avec Cecil Beaton et Bill Brandt, au groupe des rares photographes britanniques de mode ayant réellement une envergure internationale. Pourtant, il dit de lui que « Je suis le plus inconnu des photographes célèbres ». Il voyage beaucoup de par le monde et photographie les plus grands modèles et mannequins des différentes décennies qu'il traverse, telles Fiona Campbell-Walter, Anne Gunning, Grace Coddington alors débutante dans le mannequinat, ou Celia Hammond (en), Carmen Dell'Orefice plus tard, Jean Shrimpton, puis Iman.
En 1963, il part vivre sur l'île de Tobago avec sa femme. De 1960 à 1964, il travaille pour le magazine Queen — qui accorde à l'époque une large part à la photographie — comme photographe et rédacteur en chef adjoint ; il y apporte une autre vision originale, voir extravagante, de la photographie de mode. Entre-temps, il s'installe dans sa ferme de Tobago ou il monte un élevage de cochons ce qui lui vaudra le surnom parfois de « photographe fermier ».  
À la fin des années 1960, aux côtés de Beatrix Miller, il devient le mentor de Grace Coddington, qui vient de changer de métier, au sein du Vogue britannique, et développe avec elle par la suite le concept de « séquences de styles » consistant à aller prendre pour une même série de photos des vêtements dans différents endroits du monde. Début 1965, Diana Vreeland, alors chez Vogue, lui commande une série de photos devant être prises à Tahiti : celles-ci seront publiées sur trente-trois pages du magazine. Il devient le portraitiste de la famille royale d'Angleterre, remplaçant Cecil Beaton à sa mort. Quelques années après, il prend le statut de photographe indépendant, retournant fréquemment à Londres.
Il est le premier avec l'illustrateur Antonio Lopez à faire travailler Jerry Hall alors âgée de dix-huit ans et devient ami avec le couple Jagger-Hall ; ces images seront à l'origine de la rencontre entre Jerry Hall et Bryan Ferry. En 1978, il est publié dans Town and Country. Trois ans après il est récompensé par la Royal Photographic Society, puis plus tard par l'American Society of Media Photographers. Il réalise également le Calendrier Pirelli en 1985 et est publié par Vanity Fair, travaillant ainsi de nouveau pour les éditions Condé Nast.
Tout au long de sa carrière, Norman Parkinson développe une vision « élitiste et raffinée » de la femme dans ses photographies, utilisant l'urbanisation des villes ou à l'opposé la campagne comme décors pour des images mettant en scène des jeunes filles romantiques. Malgré tout, il ne néglige pas l'humour au sein de ses compositions. Outre ses photos de mode, il est également reconnu pour ses portraits de la famille royale d'Angleterre comme la princesse Anne ou le prince Charles, des stars de cinéma telle Audrey Hepburn ou le couple Elizabeth Taylor & Richard Burton, des célébrités comme Jane Birkin ou Yves Saint Laurent avec Loulou de la Falaise, des politiciens telle Margaret Thatcher, ou les Beatles
Bien que son style semble spontané, c'est un perfectionniste rigoureux : ses images nécessitent toujours une longue préparation que ce soit pour la lumière ou pour la pose du modèle. Photographe « gentleman, » toujours courtois et élégant, il est tout le long de sa carrière une caricature du dandy anglais avec ses grandes moustaches, son parapluie, et son éternel chapeau qu'il ne quitte jamais. Il meurt en 1990 en Malaisie lors d'une séance de prise de vues pour Town & Country, trois ans après sa femme. Pour le centenaire de sa naissance, il apparait dans un Google Doodle et Royal Mail publie un timbre à son effigie.

## Photographies iconiques
- 1959 : New York, New York, East River Drive

## Publications
- (en) Sisters under the Skin, Londres, St. Martin's Press, 1978,  (ISBN 0-312-72746-1).
- (en) 50 Years of Portraits and Fashion : Photographs by Norman Parkinson, catalogue d'exposition, Londres, 1981
- (en) Norman Parkinson Lifework, Londres, George Weidenfeld & Nicolson Ltd, 1983

## Expositions
- 2004 : Portraits in Fashion, National Portrait Gallery, Londres, du 1er septembre 2004 au 16 janvier 2005